# Lista de vereadores de Esteio
Esta é a lista de vereadores de Esteio, município brasileiro do estado do Rio Grande do Sul.
A Câmara Municipal de Esteio, é formada atualmente por dez representantes, desde a eleição de 2004, diferentemente do que em anos anteriores que era de vinte uma cadeiras, devido ao fato que as cidades passaram a ter um número de vereadores equivalente à sua população.

## 17ª Legislatura de 2021-2024
Estes são os vereadores eleitos nas eleições de 15 de novembro de 2020:
| Eleição de 2020 |                       |         |         |
| Nº              | Vereador(a) eleito(a) | Partido | Votação |
| 1               | Sandro Severo         | PSB     | 2.004   |
| 2               | Fernando Luz          | PTB     | 1.530   |
| 3               | Marcelo Kohlrausch    | PSB     | 1.492   |
| 4               | Gilmar Rinaldi        | PT      | 1.345   |
| 5               | Leonardo Dahmer       | PT      | 1.185   |
| 6               | Derli Scienza         | PP      | 1.089   |
| 7               | Cristiano Coutinho    | MDB     | 1.017   |
| 8               | Fernanda Fernandes    | PP      | 895     |
| 9               | Luciano Battistello   | MDB     | 782     |
| 10              | Franscisco Alves      | PL      | 565     |
| *               | Fabio Neumann         | PT      | 932     |
| **              | Wellington Mascate    | PL      | 479     |
| ***             | Vera Tita             | PT      | 605     |
| ****            | Dalen Oliveira        | PL      | 465     |
| *****           | Jorge Elias           | PP      | 745     |
| ******          | Cláudio Dusik         | MDB     | 764     |

| Cor | Significado                                                  |
| 1   | primeiro mandato como vereador(a) da cidade                  |
| 2   | segundo mandato (seguido ou não) como vereador(a) da cidade  |
| 3   | terceiro mandato (seguido ou não) como vereador(a) da cidade |
| 4   | quarto mandato (seguido ou não) como vereador(a) da cidade   |

## 16ª Legislatura de 2017-2020
Estes são os vereadores eleitos nas eleições de 2 de outubro de 2016:
| Eleição de 2016 |                            |         |         |
| Nº              | Vereador(a) eleito(a)      | Partido | Votação |
| 1               | Sandro Schneider Severo    | PSB     | 2.034   |
| 2               | Marcelo Kohlrausch Pereira | PSB     | 1.738   |
| 3               | Felipe Costella            | PMDB    | 1.738   |
| 4               | Leonardo Dahmer            | PT      | 1.679   |
| 5               | Marcio Anderson Schmitz    | PT      | 1.328   |
| 6               | Rute Viegas Pereira        | PMDB    | 1.326   |
| 7               | Mario Celente Couto        | PDT     | 1.190   |
| 8               | Luiz Alberto Duarte        | PT      | 1.148   |
| 9               | Euclides Jorge de Castro   | PP      | 1.133   |
| 10              | Fernanda Marques Fernandes | PP      | 987     |
| *               | Harri José Zanoni          | PSB     | 1.031   |
| **              | Cláudio Luciano Dusik      | PMDB    | 1.125   |
| ***             | Assis Brasil               | PT      | 841     |

| Cor | Significado                                                  |
| 1   | primeiro mandato como vereador(a) da cidade                  |
| 2   | segundo mandato (seguido ou não) como vereador(a) da cidade  |
| 3   | terceiro mandato (seguido ou não) como vereador(a) da cidade |
| 4   | quarto mandato (seguido ou não) como vereador(a) da cidade   |
| 7   | setimo mandato (seguido ou não) como vereador(a) da cidade   |

## 15ª Legislatura de 2013-2016
Estes são os vereadores eleitos nas eleições de 7 de outubro de 2012:
| Eleição de 2012 |                            |         |         |
| Nº              | Vereador(a) eleito(a)      | Partido | Votação |
| 1               | Leonardo Dahmer            | PT      | 2.211   |
| 2               | Felipe Costella            | PMDB    | 2.187   |
| 3               | Rafael Shmitt Figliero     | PTB     | 1.852   |
| 4               | Marcelo Kohlrausch Pereira | PDT     | 1.746   |
| 5               | Michele Martins Pereira    | PT      | 1.457   |
| 6               | Harri José Zanoni          | PSB     | 1.437   |
| 7               | Jaime da Rosa Ignácio      | PSB     | 1.363   |
| 8               | Leonardo Pascoal           | PP      | 1.274   |
| 9               | Jane Maria Battistello     | PDT     | 1.220   |
| 10              | Beatriz Regina Lopes       | PT      | 970     |

| Cor | Significado                                                 |
| 1   | primeiro mandato como vereador(a) da cidade                 |
| 2   | segundo mandato (seguido ou não) como vereador(a) da cidade |
| 4   | quarto mandato (seguido ou não) como vereador(a) da cidade  |

## 14ª Legislatura de 2009-2012
Estes são os vereadores eleitos nas eleições de 5 de outubro de 2008:
| Eleição de 2008 |                              |         |         |
| Nº              | Vereador(a) eleito(a)        | Partido | Votação |
| 1               | José Sirlon Oliveira Ribeiro | PMDB    | 1.662   |
| 2               | Luiz Alberto Duarte          | PTB     | 1.604   |
| 3               | Jane Maria Battistello       | PDT     | 1.257   |
| 4               | Felipe Costella              | PMDB    | 1.198   |
| 5               | Leonardo Dahmer              | PT      | 1.195   |
| 6               | Tânia Marli Rodrigues        | PTB     | 1.190   |
| 7               | Jaime da Rosa Ignácio        | PSB     | 1.169   |
| 8               | Therezinha Heller            | PPS     | 1.011   |
| 9               | Harri José Zanoni            | PSB     | 875     |
| 10              | Michele Martins Pereira      | PT      | 847     |
| *               | Sandro Schneider Severo      | PSB     | 512     |

| Cor | Significado                                                  |
| 1   | primeiro mandato como vereador(a) da cidade                  |
| 3   | terceiro mandato (seguido ou não) como vereador(a) da cidade |

## 13ª Legislatura de 2005-2008
Estes são os vereadores eleitos nas eleições de 3 de outubro de 2004:
| Eleição de 2004 |                              |         |         |
| Nº              | Vereador(a) eleito(a)        | Partido | Votação |
| 1               | José Sirlon Oliveira Ribeiro | PMDB    | 2.248   |
| 2               | Fladimir Costella            | PMDB    | 1.659   |
| 3               | Rute Viegas Pereira          | PPS     | 1.283   |
| 4               | Michele Martins Pereira      | PT      | 1.255   |
| 5               | Fabio Battistello            | PDT     | 1.246   |
| 6               | Jaime Da Rosa Ignácio        | PSB     | 1.231   |
| 7               | Luiz Alberto Duarte          | PSB     | 1.108   |
| 8               | Jane Sommer Krahe            | PDT     | 1.055   |
| 9               | Daianny Madalena Costa       | PT      | 971     |
| 10              | Eva Gomes da Rosa            | PMDB    | 869     |
| *               | Luciana da Cunha Soares      | PMDB    | 785     |

| Cor | Significado                                                  |
| 1   | primeiro mandato como vereador(a) da cidade                  |
| 2   | segundo mandato (seguido ou não) como vereador(a) da cidade  |
| 3   | terceiro mandato (seguido ou não) como vereador(a) da cidade |
| 4   | quarto mandato (seguido ou não) como vereador(a) da cidade   |
| 6   | sexto mandato (seguido ou não) como vereador(a) da cidade    |

## 12ª Legislatura de 2001-2004
Estes são os vereadores eleitos nas eleições de 1º de outubro de 2000:
| Eleição de 2000 |                              |         |         |
| Nº              | Vereador(a) eleito(a)        | Partido | Votação |
| 1               | José Sirlon Oliveira Ribeiro | PMDB    | 1.144   |
| 2               | Jaime Da Rosa Ignácio        | PSB     | 813     |
| 3               | Fladimir Costella            | PMDB    | 722     |
| 4               | Adão Silva Dos Reis          | PSB     | 688     |
| 5               | Nilton Da Silva Severo       | PSDB    | 654     |
| 6               | Henrique Gross de Barros     | PMDB    | 635     |
| 7               | Arioli Vieira do Prado       | PFL     | 611     |
| 8               | Rute Viegas Pereira          | PSDB    | 600     |
| 9               | Eva Gomes da Rosa            | PMDB    | 569     |
| 10              | Jane Sommer Krahe            | PDT     | 534     |
| 11              | Mario Sergio Battistello     | PTB     | 533     |
| 12              | Juraci Suppi Nichele         | PDT     | 524     |
| 13              | Adival Soares De Oliveira    | PSB     | 479     |
| 14              | Marília Terezinha Dias       | PSDB    | 458     |
| 15              | Daianny Madalena Costa       | PT      | 378     |
| 16              | Alexandre Santos             | PT      | 359     |
| 17              | Ademir Machado               | PMDB    | 540     |
| 18              | Sergio Luiz da Silva         | PSB     | 477     |
| 19              | Valéria Junges Daitx         | PSDB    | 453     |
| 20              | Getúlio de Figueiredo Silva  | PTB     | 445     |
| 21              | Michele Martins Pereira      | PT      | 332     |

| Cor | Significado                                                  |
| 1   | primeiro mandato como vereador(a) da cidade                  |
| 2   | segundo mandato (seguido ou não) como vereador(a) da cidade  |
| 3   | terceiro mandato (seguido ou não) como vereador(a) da cidade |
| 5   | quinto mandato (seguido ou não) como vereador(a) da cidade   |

## 11ª Legislatura de 1997-2000
Estes são os vereadores eleitos nas eleições de 3 de outubro de 1996:
| Eleição de 1996 |                           |         |         |
| Nº              | Vereador(a) eleito(a)     | Partido | Votação |
| 1               | Luiz Alberto Duarte       | PT      | 1.487   |
| 2               | Fladimir Costella         | PMDB    | 819     |
| 3               | Juraci Suppi Nichele      | PDT     | 773     |
| 4               | Enoque De Assunção Gomes  | PDT     | 762     |
| 5               | Nilton Da Silva Severo    | PDT     | 751     |
| 6               | Rute Viegas Pereira       | PDT     | 740     |
| 7               | Ireno Schulz              | PDT     | 731     |
| 8               | Jane Sommer Krahe         | PDT     | 702     |
| 9               | Joao Maciel Teixeira      | PDT     | 658     |
| 10              | Joao Batista Formiga      | PSB     | 649     |
| 11              | Paulo Alberto Dias        | PSB     | 638     |
| 12              | Ademir Machado            | PMDB    | 585     |
| 13              | Antonio Volter Prestes    | PTB     | 582     |
| 14              | Maria De Aguiar Dias      | PT      | 580     |
| 15              | Altamir Ribeiro Flores    | PT      | 552     |
| 16              | Adival Soares De Oliveira | PSB     | 542     |
| 17              | Paulo Roberto Da Silva    | PSB     | 520     |
| 18              | Mario Sergio Battistello  | PMDB    | 513     |
| 19              | Eva Gomes da Rosa         | PSB     | 495     |
| 20              | Jose Luiz Da Silva        | PT      | 491     |
| 21              | Luiz Carlos Mezzanotti    | PSDB    | 369     |
| *               | Lídia Hillebrand          | PDT     | 472     |

| Cor | Significado                                                  |
| 1   | primeiro mandato como vereador(a) da cidade                  |
| 2   | segundo mandato (seguido ou não) como vereador(a) da cidade  |
| 3   | terceiro mandato (seguido ou não) como vereador(a) da cidade |
| 4   | quarto mandato (seguido ou não) como vereador(a) da cidade   |

## 10ª Legislatura de 1993-1996
Estes são os vereadores eleitos nas eleições de 3 de outubro de 1992:
| Eleição de 1992 |                          |         |         |
| Nº              | Vereador(a) eleito(a)    | Partido | Votação |
| 1               | Juvir Costella           | PMDB    | 958     |
| 2               | Juraci Suppi Nichele     | PDT     | 919     |
| 3               | Rute Viegas Pereira      | PDT     | 894     |
| 4               | Jane Sommer Krahe        | PDT     | 874     |
| 5               | Sergio da Silva Daitx    | PDT     | 735     |
| 6               | Pedro Nunes dos Santos   | PDT     | 667     |
| 7               | Pedro Ernesto Menezes    | PTB     | 652     |
| 8               | Walter Rebelo Piccione   | PDT     | 615     |
| 9               | Mário Sergio Battistello | PTB     | 608     |
| 10              | Ireno Schulz             | PDT     | 600     |
| 11              | Manoel Nunes             | PDT     | 585     |
| 12              | Hiram Pereira Cachoeira  | PSDB    | 584     |
| 13              | Oreste Pianta            | PTB     | 572     |
| 14              | Paulo Roberto da Silva   | PDT     | 560     |
| 15              | Neri Dias de Souza       | PMDB    | 498     |
| 16              | Altamir Ribeiro Flores   | PSDB    | 472     |
| 17              | João Maciel Teixeira     | PTB     | 421     |
| 18              | Gilmar Antonio Rinaldi   | PT      | 391     |
| 19              | Jose Carlos da Rosa      | PSDB    | 391     |
| 20              | Ademir Machado           | PT      | 337     |
| 21              | Joaquim Itamar Pereira   | PSB     | 290     |
| *               | Antonio Volter Prestes   | PTB     | 347     |

| Cor | Significado                                                  |
| 1   | primeiro mandato como vereador(a) da cidade                  |
| 2   | segundo mandato (seguido ou não) como vereador(a) da cidade  |
| 3   | terceiro mandato (seguido ou não) como vereador(a) da cidade |
| 4   | quarto mandato (seguido ou não) como vereador(a) da cidade   |

## 9ª Legislatura de 1989-1992
Estes são os vereadores eleitos nas eleições de 15 de novembro de 1988:
| Eleição de 1988 |                         |         |         |
| Nº              | Vereador(a) eleito(a)   | Partido | Votação |
| 1               | Getulio Lemes Fontoura  | PDT     | 827     |
| 2               | Rute Viegas Pereira     | PDT     | 680     |
| 3               | Manoel Luiz Suppi       | PDT     | 637     |
| 4               | Helio Erich Lutz        | PDT     | 595     |
| 5               | Paulo dos Santos Nunes  | PDT     | 572     |
| 6               | Airton Carvalho Tavares | PMDB    | 551     |
| 7               | Sergio da Silva Daitx   | PDT     | 512     |
| 8               | Walter Rebelo Piccione  | PDT     | 487     |
| 9               | Juvir Costella          | PMDB    | 465     |
| 10              | Ciro Silveira da Cunha  | PMDB    | 457     |
| 11              | Mario Jobim Soares      | PT      | 455     |
| 12              | Luis Rodrigues Severo   | PDT     | 424     |
| 13              | Manoel Nunes            | PDT     | 418     |
| 14              | José Hauck              | PDT     | 410     |
| 15              | Antonio Voter Prestes   | PDT     | 402     |
| 16              | Vanderlan Vasconcelos   | PSB     | 382     |
| 17              | Osvaldo Juca Pimentel   | PMDB    | 356     |
| 18              | Claiton José Chaves     | PT      | 339     |
| 19              | Neri Dias de Souza      | PMDB    | 299     |
| 20              | Enor Alves da Silva     | PSB     | 292     |
| 21              | Ricardo Junges da Silva | PMDB    | 276     |

| Cor | Significado                                                  |
| 1   | primeiro mandato como vereador(a) da cidade                  |
| 2   | segundo mandato (seguido ou não) como vereador(a) da cidade  |
| 3   | terceiro mandato (seguido ou não) como vereador(a) da cidade |

## 8ª Legislatura de 1983-1988
Estes são os vereadores eleitos nas eleições de 15 de novembro de 1982:
| Eleição de 1982 |                            |         |         |
| Nº              | Vereador(a) eleito(a)      | Partido | Votação |
| 1               | Manoel Luiz Suppi          | PDT     | 753     |
| 2               | Manoel Nunes               | PDT     | 611     |
| 3               | Enoir Douglas Favero       | PDT     | 586     |
| 4               | Antonio Volter Prestes     | PDT     | 569     |
| 5               | João Anastacio da Luz      | PDT     | 559     |
| 6               | Walter Rebelo Piccione     | PDT     | 528     |
| 7               | Ciro Silveira da Cunha     | PMDB    | 508     |
| 8               | Bernadete Maciel Seibt     | PDS     | 504     |
| 9               | Luiz Rodrigues Severo      | PMDB    | 456     |
| 10              | Mário Sergio Battistello   | PDT     | 440     |
| 11              | Ivo Emilio Werlang         | PMDB    | 389     |
| 12              | Nezi Barcelos dos Santos   | PDS     | 386     |
| 13              | Franscisco Ricardo Motta   | PMDB    | 349     |
| 14              | Rute Viegas Pereira        | PDT     | 348     |
| 15              | Pedro Guilherme dos Santos | PDS     | 331     |
| 16              | Luiz Carlos Mezzanotti     | PMDB    | 321     |
| 17              | Antonio Felicio da Silva   | PDT     | 313     |
| 18              | Ilza Elma Smigelskas       | PMDB    | 305     |
| 19              | Neri Dias de Souza         | PMDB    | 298     |

| Cor | Significado                                                  |
| 1   | primeiro mandato como vereador(a) da cidade                  |
| 2   | segundo mandato (seguido ou não) como vereador(a) da cidade  |
| 3   | terceiro mandato (seguido ou não) como vereador(a) da cidade |
| 4   | quarto mandato (seguido ou não) como vereador(a) da cidade   |

## 7ª Legislatura de 1977-1982
Estes são os vereadores eleitos nas eleições de 15 de novembro de 1976:
| Eleição de 1976 |                             |         |         |
| Nº              | Vereador(a) eleito(a)       | Partido | Votação |
| 1               | Getulio Figueiredo da Silva | MDB     | 999     |
| 2               | Manoel Luiz Suppi           | MDB     | 869     |
| 3               | Hilda Gavene Diaz           | MDB     | 806     |
| 4               | Eraldo Feijó Ribas          | ARENA   | 640     |
| 5               | José Darci Lucas            | MDB     | 562     |
| 6               | José Antonio Thomas         | MDB     | 556     |
| 7               | Edegar Estevão Piccione     | MDB     | 514     |
| 8               | Enoir Douglas Favero        | MDB     | 445     |
| 9               | Wolmar Fagundes             | MDB     | 397     |
| 10              | Enéas Teredo Buscari        | MDB     | 390     |
| 11              | Mário Sergio Battistello    | MDB     | 373     |
| 12              | Antonio Felicio da Silva    | MDB     | 347     |
| 13              | Pedro Guilherme dos Santos  | ARENA   | 347     |
| 14              | Neri Dias de Souza          | MDB     | 345     |
| 15              | Cláudio Storck              | ARENA   | 264     |

| Cor | Significado                                                  |
| 1   | primeiro mandato como vereador(a) da cidade                  |
| 2   | segundo mandato (seguido ou não) como vereador(a) da cidade  |
| 3   | terceiro mandato (seguido ou não) como vereador(a) da cidade |
| 4   | quarto mandato (seguido ou não) como vereador(a) da cidade   |

## 6ª Legislatura de 1973-1976
Estes são os vereadores eleitos nas eleições de 15 de novembro de 1972:
| Eleição de 1972 |                             |         |         |
| Nº              | Vereador(a) eleito(a)       | Partido | Votação |
| 1               | Getulio Figueiredo da Silva | MDB     | 1.178   |
| 2               | Mário Medeiros de Souza     | MDB     | 642     |
| 3               | Hilário Rodolfo Klein       | MDB     | 559     |
| 4               | Edegar Estevão Piccione     | MDB     | 535     |
| 5               | Claudio Storck              | ARENA   | 532     |
| 6               | João Anastácio da Luz       | MDB     | 499     |
| 7               | Ário José Soares            | ARENA   | 484     |
| 8               | Almiro Helfensteller        | MDB     | 460     |
| 9               | Enor Alves da Silva         | MDB     | 449     |
| 10              | Nezi Barcelos dos Santos    | ARENA   | 401     |
| 11              | Hugo Guilherme Klein        | MDB     | 383     |
| 12              | Jurandir de Mello           | ARENA   | 314     |
| *               | Ibanêz Maffes Lopes         | MDB     | 262     |
| **              | Lufredina Araújo Gaya       | MDB     | 281     |
| ***             | Wilson Gambirásio           | MDB     | 273     |

| Cor | Significado                                                  |
| 1   | primeiro mandato como vereador(a) da cidade                  |
| 2   | segundo mandato (seguido ou não) como vereador(a) da cidade  |
| 3   | terceiro mandato (seguido ou não) como vereador(a) da cidade |

## 5ª Legislatura de 1969-1973
Estes são os vereadores eleitos nas eleições de 15 de novembro de 1968:
| Eleição de 1968 |                         |         |         |
| Nº              | Vereador(a) eleito(a)   | Partido | Votação |
| 1               | Juan Pio Germano        | MDB     | 1.270   |
| 2               | Adão Lopes de Menezes   | MDB     | 1.099   |
| 3               | Edegar Estevão Piccione | MDB     | 959     |
| 4               | José Antonio Thomas     | MDB     | 599     |
| 5               | Altemiro Dall Pizzol    | MDB     | 564     |
| 6               | João Frainer            | ARENA   | 445     |
| 7               | João Anastácio da Luz   | MDB     | 354     |
| 8               | Lauro Nillo Birk        | ARENA   | 331     |
| 9               | Elisio da Silva Filho   | ARENA   | 305     |
| *               | Francisco Ricardo Motta | MDB     | 364     |
| **              | Hilário Rodolfo Klein   | MDB     | 359     |

| Cor | Significado                                                 |
| 1   | primeiro mandato como vereador(a) da cidade                 |
| 2   | segundo mandato (seguido ou não) como vereador(a) da cidade |

## 4ª Legislatura de 1963-1969
Estes são os vereadores eleitos nas eleições de 10 de novembro de 1963:
| Eleição de 1963 |                          |             |         |
| Nº              | Vereador(a) eleito(a)    | Partido     | Votação |
| 1               | Ivo Emílio Werlang       | MTR         | 557     |
| 2               | Galvany Dornelles Guedes | PTB         | 422     |
| 3               | Enéas Teredo Buscari     | PTB         | 408     |
| 4               | Adão Trindade Nunes      | PTB         | 396     |
| 5               | Ascendino Alves da Silva | PTB         | 333     |
| 6               | Aguinaldo Figueiredo     | PTB         | 324     |
| 7               | Enoir Douglas Favero     | MTR         | 304     |
| 8               | Edegar Estevão Piccione  | PTB         | 296     |
| 9               | Pedro Fragoso            | PSD         | 278     |
| *               | Luiz Costa Martins       | PTB         | *       |
| **              | Cláudio Belíssimo Fogaça | PTB         | *       |
| ***             | Denilo Carvalho          | Sem Partido | 93      |

| Cor | Significado                                                  |
| 1   | primeiro mandato como vereador(a) da cidade                  |
| 2   | segundo mandato (seguido ou não) como vereador(a) da cidade  |
| 3   | terceiro mandato (seguido ou não) como vereador(a) da cidade |

## 3ª Legislatura de 1960-1963
Estes são os vereadores eleitos nas eleições de 15 de novembro de 1959:
| Eleição de 1959 |                       |         |         |
| Nº              | Vereador(a) eleito(a) | Partido | Votação |
| 1               | Mario Boll            | PSD     | 653     |
| 2               | Adão Elly Johann      | PTB     | 604     |
| 3               | Darcy Zolin           | PDC     | 477     |
| 4               | Fausto Candiago       | PTB     | 328     |
| 5               | Enoir Douglas Favero  | PTB     | 324     |
| 6               | Hugo Guilherme Klein  | PTB     | 236     |
| 7               | João Frainer          | PL      | 222     |
| 8               | Ernesto Menezes       | PTB     | 221     |
| 9               | Linos Moller          | PSD     | 78      |

| Cor | Significado                                                  |
| 1   | primeiro mandato como vereador(a) da cidade                  |
| 2   | segundo mandato (seguido ou não) como vereador(a) da cidade  |
| 3   | terceiro mandato (seguido ou não) como vereador(a) da cidade |

## 2ª Legislatura de 1956-1959
Estes são os vereadores eleitos :
| Eleição de 1955 |                          |         |
| Nº              | Vereador(a) eleito(a)    | Partido |
| 1               | Aguinaldo Figueiredo     | PTB     |
| 2               | Ascendino Alves da Silva | PTB     |
| 3               | Darcy Zolin              | PTB     |
| 4               | Hugo Guilherme Klein     | PTB     |
| 5               | José Cunha do Amaral     | PDS     |
| 6               | Linos Moeller            | PSD     |
| 7               | Lizandro Araújo Filho    | PTB     |
| 8               | Adão Elly Johann         | PTB     |

| Cor | Significado                                                 |
| 1   | primeiro mandato como vereador(a) da cidade                 |
| 2   | segundo mandato (seguido ou não) como vereador(a) da cidade |

## 1ª Legislatura de 1955 (25 de Fevereiro á 31 de Dezembro)
Estes são os vereadores eleitos :
| \| Eleição de 1954[40][41] \| \| \| \| Nº \| Vereador(a) eleito(a) \| Partido \| \| 1 \| José Cunha do Amaral \| PDS \| \| 2 \| Linos Moeller \| PSD \| \| 3 \| Lizandro Araújo Filho \| PTB \| \| 4 \| Ascendino Alves da Silva \| PTB \| \| 5 \| Darcy Zolin \| PTB \| \| 6 \| Franscisco de Oliveira \| PTB \| \| 7 \| Ilo José Alburquequer \| PTB \| 1. 2. 3. 4. 5. 6. 7. 8. 9. 10. 11. 12. 13. 14. 15. 16. 17. 18. 19. 20. 21. 22. 23. 24. 25. 26. 27. 28. 29. 30. 31. 32. 33. 34. 35. 36. 37. 38. 39. 40. 41. |                          |         |
| Eleição de 1954 |                          |         |
| Nº | Vereador(a) eleito(a)    | Partido |
| 1 | José Cunha do Amaral     | PDS     |
| 2 | Linos Moeller            | PSD     |
| 3 | Lizandro Araújo Filho    | PTB     |
| 4 | Ascendino Alves da Silva | PTB     |
| 5 | Darcy Zolin              | PTB     |
| 6 | Franscisco de Oliveira   | PTB     |
| 7 | Ilo José Alburquequer    | PTB     |